# Krchleby (okres Benešov)
Krchleby (Duits: Kirchleb of Kirchleb bei Kretschowitz) is een Tsjechische plaats in de gemeente Křečovice, regio Midden-Bohemen, en maakt deel uit van het district Benešov. Het dorp ligt op 2 kilometer afstand van Křečovice.
Krchleby telt 71 inwoners (2021).

## Geschiedenis
De eerste schriftelijke vermelding van het dorp dateert van 1271.
Tijdens de Tweede Wereldoorlog was het dorp onderdeel van het militaire oefenterrein van de Waffen-SS Benešov. Op 31 oktober 1943 moesten de inwoners daarom noodgedwongen hun huizen verlaten.
In 1960 werd Krchleby, samen met Křečovice, ingedeeld bij het district Benešov.

## Verkeer en vervoer

### Autowegen
Er leidt een regionale weg naar het dorp.

### Spoorlijnen
Er is geen station in Krchleby. Het dichtstbijzijnde station is in Štětkovice, op zo'n veertien kilometer afstand. Dat station ligt aan de spoorlijn van Benešov naar Vlašim.

### Buslijnen
Er is één bushalte in het dorp:
| Halte               | Lijn | Traject              | Vervoerder   |
| ------------------- | ---- | -------------------- | ------------ |
| Křečovice, Krchleby | 756  | Křečovice - Neveklov | CŠAD Benešov |

## Geboren in Krchleby
- Mikuláš Krchlebec z Krchleb, burggraaf van Zvíkov, die aan de zijde van de adellijke coalitie vocht in de slag bij Lipany

## Bezienswaardigheden
- Kasteel van Krchleby;
- Standbeeld van Sint-Johannes van Nepomuk;
- Dorpskapel.

## Galerij

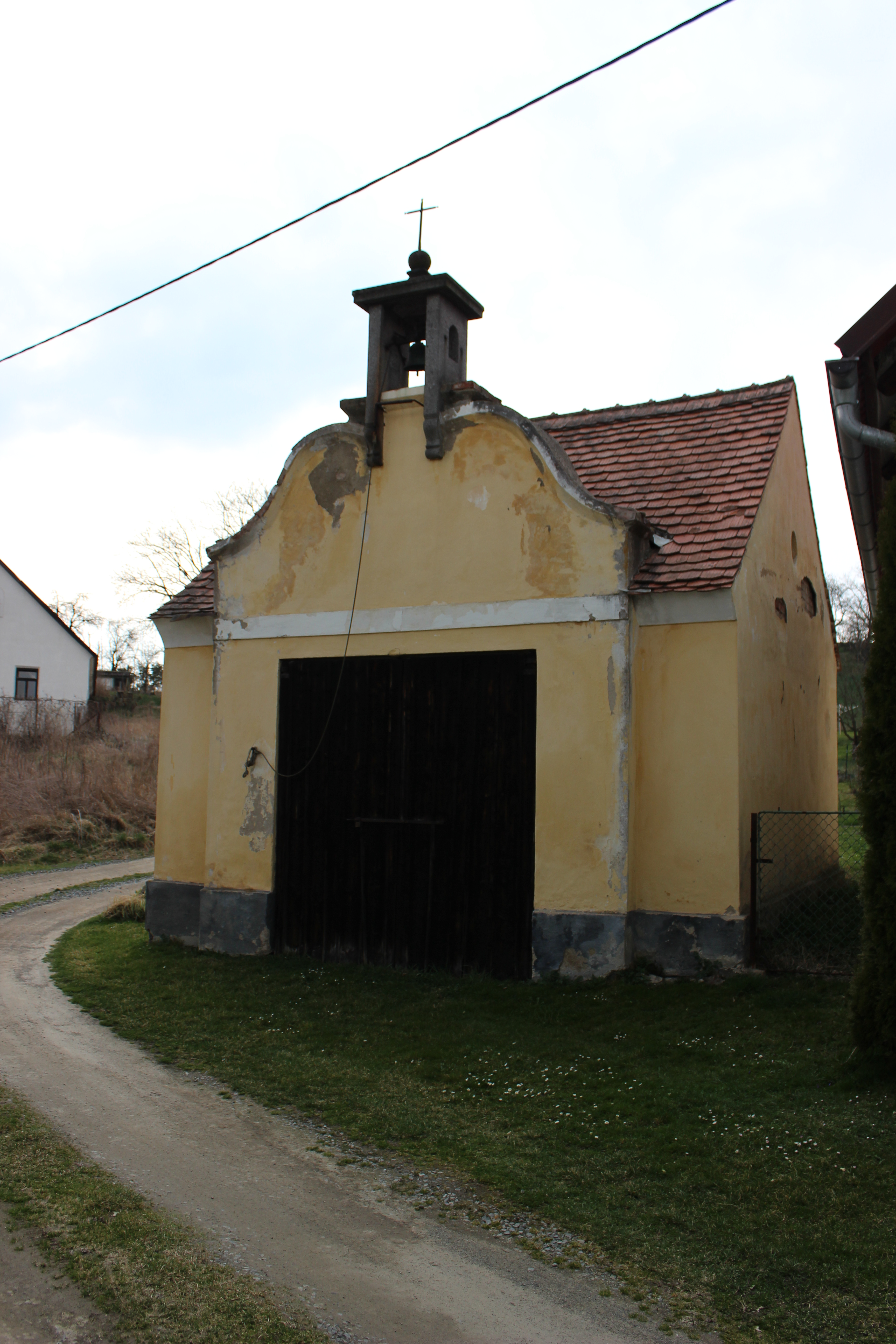
Dorpskapel (2014)
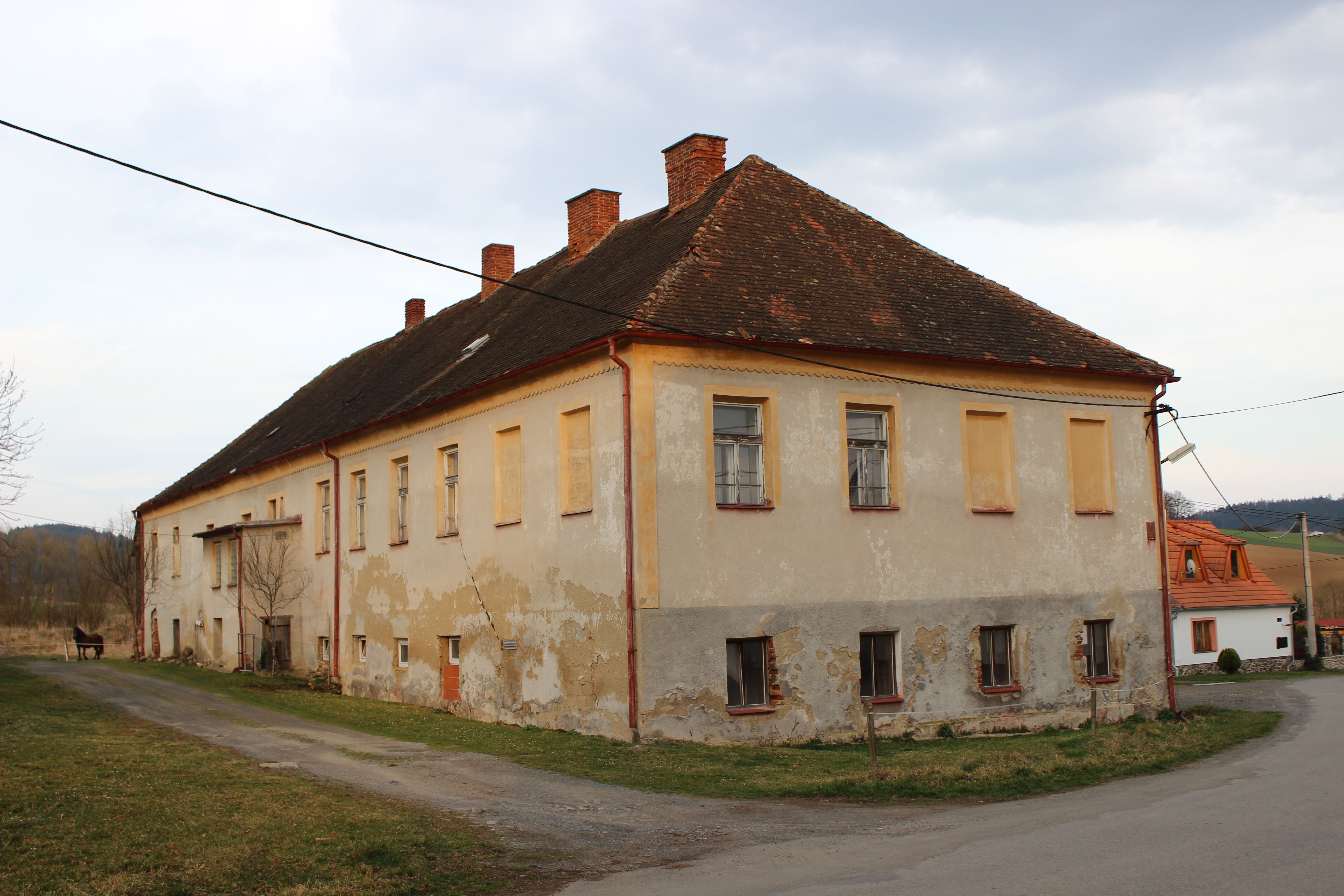
Kasteel (2014)
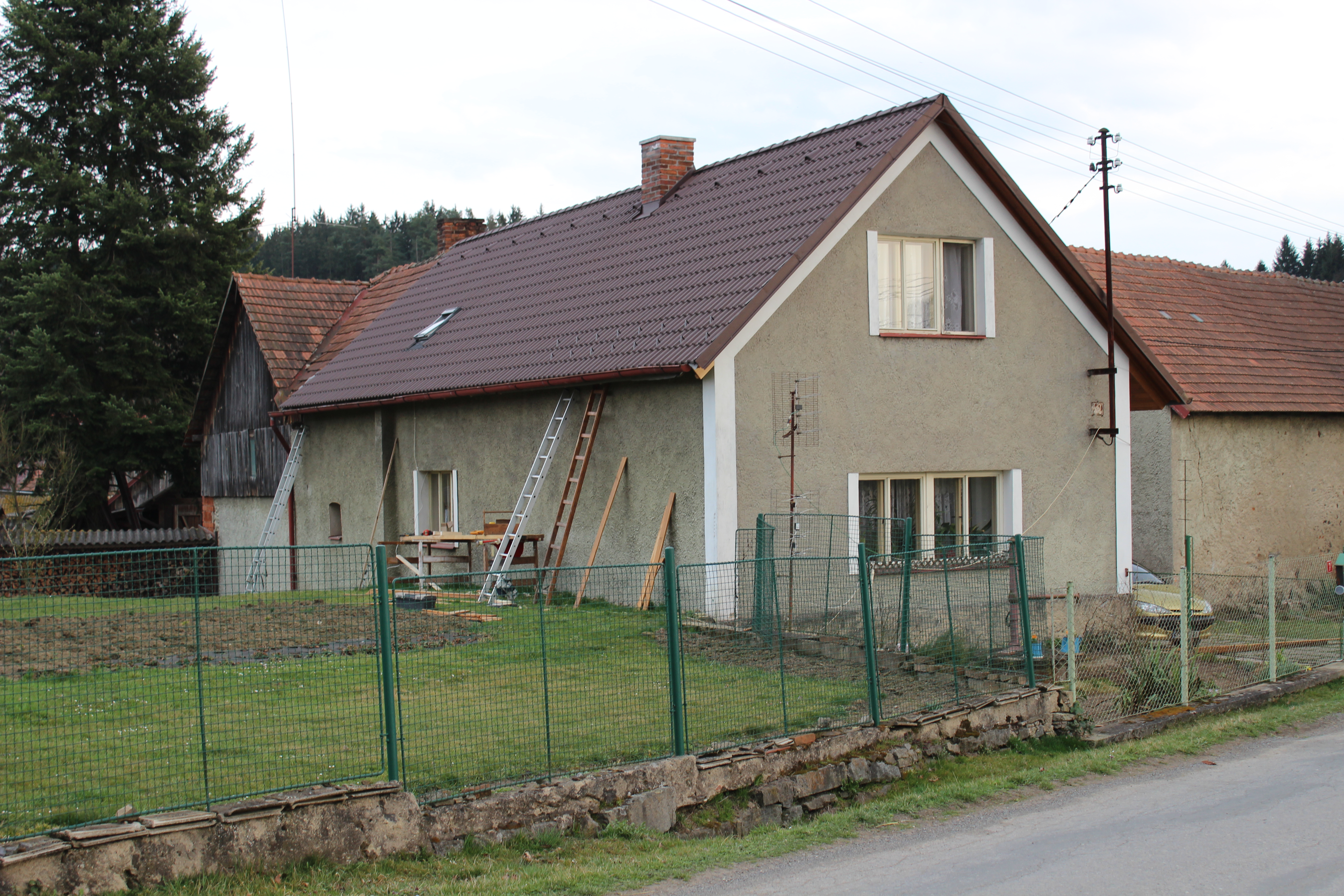
Huis in het dorp (2014)
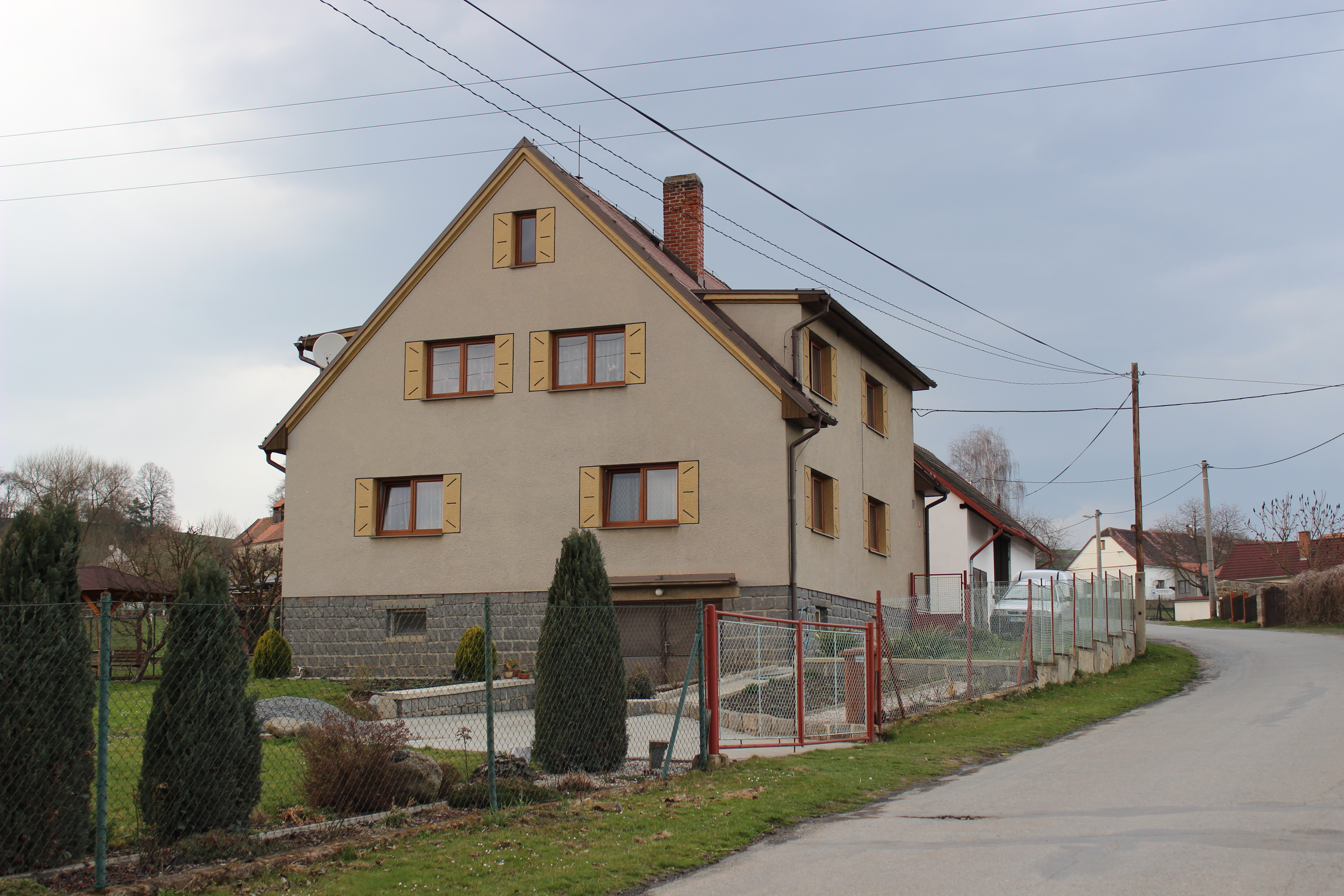
Huis in het dorp (2014)
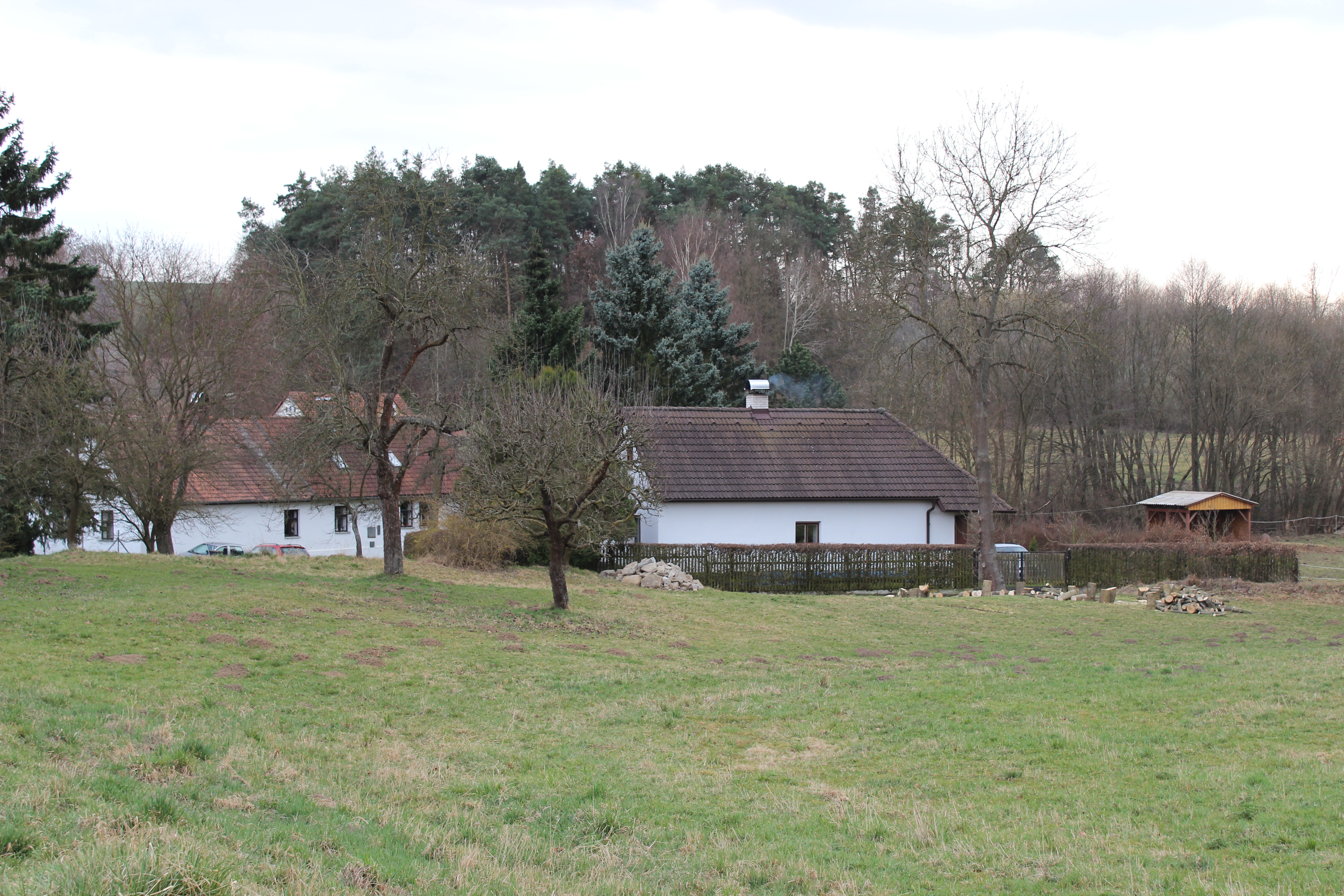
Huizen in het dorp (2014)
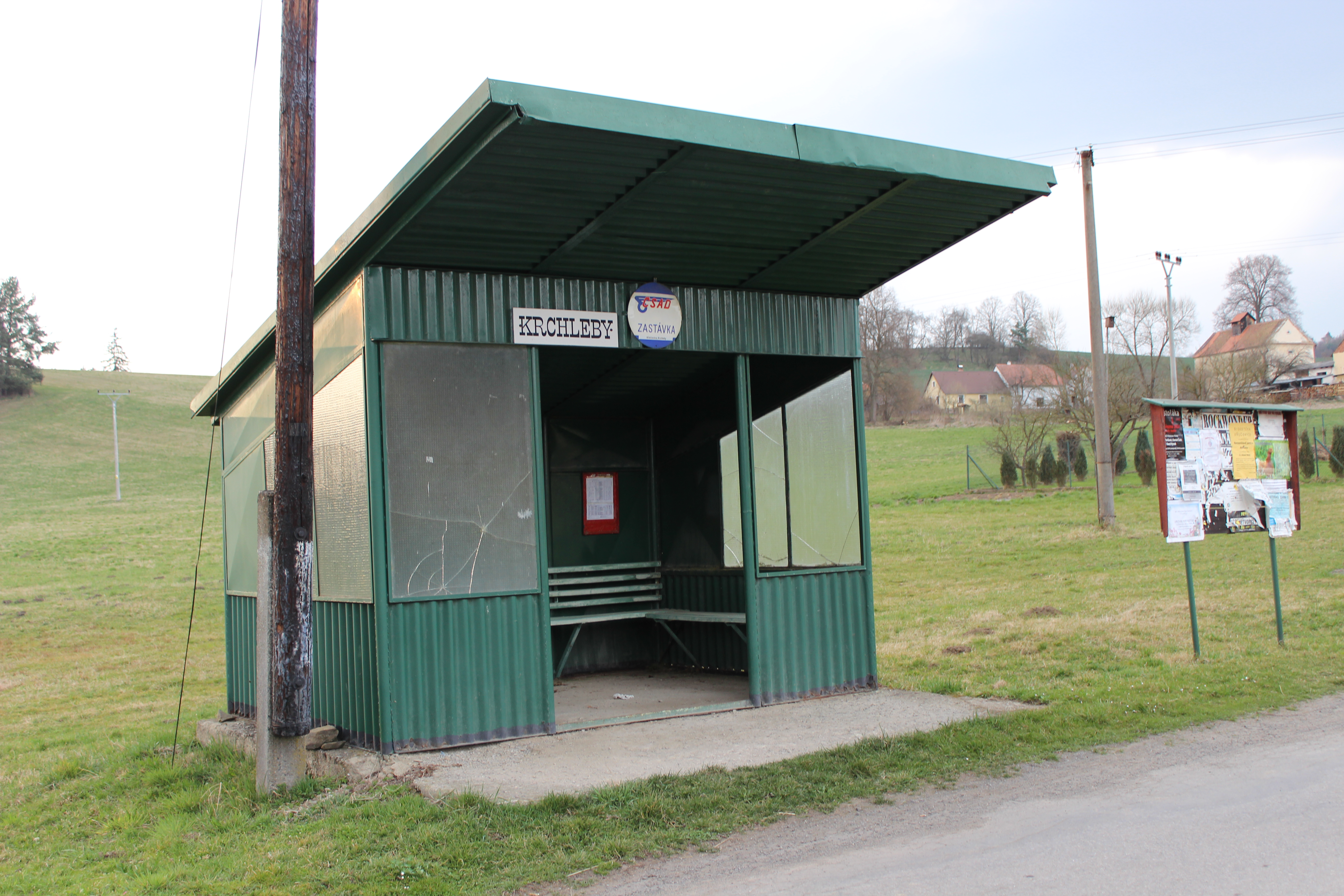
Bushalte in het dorp (2014)